# Seitenbach
Seitenbach ist ein Gemeindeteil der Gemeinde Mistelgau im Landkreis Bayreuth (Oberfranken, Bayern). Die Gemarkung Seitenbach hat eine Fläche von 6,441 km². Sie ist in 1005 Flurstücke aufgeteilt, die eine durchschnittliche Flurstücksfläche von 6408,53 m² haben. In ihr liegen neben dem namensgebenden Ort die Gemeindeteile Engelmeß, Eschenmühle, Geislareuth, Göritzen und Tennig.

## Geografie
Unmittelbar nördlich des Dorfes fließt der Seitenbach, ein linker Zufluss des Feilbrunnenbaches, der ein rechter Zufluss der Truppach ist. Unmittelbar südlich des Ortes befindet sich das Flurgebiet Tiergarten. 1,25 km südwestlich befindet sich die bewaldete Anhöhe Hoher Berg (530 m ü. NHN). Eine Gemeindeverbindungsstraße führt nach Engelmeß zur Staatsstraße 2186 (0,3 km nördlich) bzw. nach Mistelgau zur Staatsstraße 2185 (2 km südöstlich). Ein Anliegerweg führt nach Tennig (0,6 km südlich).

## Geschichte
Der Ort Seitenbach ist wohl sehr alt (die Namen mit der Endung -bach erschienen schon im 9. Jahrhundert). Die gelegentlich vorkommende Form Seibtenbach deutet darauf hin, dass der Name von Sigiboto (glänzender Sieger) abgeleitet ist (vgl. auch Sigbert, Seubert).
1398 bestand der Ort aus acht Lehen und einem Gütlein; 144? waren es neun Güter und eine Sölde. Damals gehörte der Zehnt nach Berneck, er wurde erst vor einigen Jahren abgelöst. 1495 wurden beim Gemeinen Pfennig, der ersten allgemeinen Reichssteuer unter dem römisch-deutschen König und späteren Kaiser Maximilian I., 41 Einwohner gezählt. 1552 gab es bei der Ausschussmusterung neun Bewaffnete, 1567 bei der Kirchensteuer neun Güter. 1682 gab es einen ganzen Hof, einen Dreiviertelhof, vier halbe Höfe, vier Soldaten und ein Trüpfhaus. Dieses Haus, das noch steht, war ein sogenanntes Hirtenhaus für den Hirten, der die Schafe der Dorfbauern hütete. 1727 wurden 22 Häuser gezählt, ebenso 1760 und 1783. 1807 zählte der Ort 66 Erwachsene. Die Personen-, Flur- und Ortsnamen sind durchwegs deutschen Ursprungs. Die Namen der ältesten Familien waren die der ausgestorbenen Eckersdorfer, Bauer, Hofmann, Freund, Taubeck und Werkmann.
Erst nach dem Dreißigjährigen Krieg fanden sich neue Familien allmählich ein. Eine Familie lässt sich bis 1550 zurückverfolgen, als ein „Egydius Bernreuther“ erwähnt wurde. Sein Sohn hieß Nikolaus (Claß), wovon der bis heute gebräuchliche Hausname „die Glosen“ kommt. Der Name Bernreuther war bis ins 20. Jahrhundert vertreten. Seit Mitte des 20. Jahrhunderts heißen die Nachkommen Körzdörfer. Der Name Bernreuther wird in Mistelgau mit den Hausnamen „Ulla“ in zwei Linien fortgesetzt. Der Stammvater der Familie Baumgartner, die noch besteht (Hausname: Hansen), war Bartolomäus Baumgärtner, geboren 1600, der, wie im Kirchbuch geschrieben ist, um der wahren Religion willen in Böhmen Haus und Hof verlassen hat. Seit 1717 gibt es in Engelmeß eine Gastwirtschaft. Eine Schmiede in Seitenbach wurde 1713 nach Engelmeß in das jetzige Haus der Familie Böhner verlegt (Inhaber: Nicklas). 
Gegen Ende des 18. Jahrhunderts gab es in Seitenbach 20 Anwesen (1 Halbhof, 1 Dreiachtelhof, 8 Viertelhöfe, 2 Sölden, 4 Achtelhöfe, 1 Sölde mit Schmiede, 2 Häuslein, 1 Wohnhaus). Die Hochgerichtsbarkeit stand dem bayreuthischen Stadtvogteiamt Bayreuth zu. Die Dorf- und Gemeindeherrschaft sowie die Grundherrschaft hatte das Hofkastenamt Bayreuth.
Von 1797 bis 1810 unterstand der Ort dem Justiz- und Kammeramt Bayreuth. 1810 kam Seitenbach zum Königreich Bayern. Infolge des Gemeindeedikts wurde Seitenbach dem 1812 gebildeten Steuerdistrikt Mistelgau zugewiesen. Zugleich entstand die Ruralgemeinde Seitenbach, zu der Engelmeß und Tennig gehörten. Sie war in Verwaltung und Gerichtsbarkeit dem Landgericht Bayreuth zugeordnet und in der Finanzverwaltung dem Rentamt Bayreuth (1919 in Finanzamt Bayreuth umbenannt). Mit dem Gemeindeedikt von 1818 wurden Eschenmühle, Geislareuth und Göritzen  eingemeindet. Ab 1862 gehörte Seitenbach zum Bezirksamt Bayreuth (1939 in Landkreis Bayreuth umbenannt). Die Gerichtsbarkeit blieb beim Landgericht Bayreuth (1879 in Amtsgericht Bayreuth umgewandelt). Die Gemeinde hatte 1964 eine Gebietsfläche von 6,453 km².
In der Zeit nach dem Zweiten Weltkrieg bis in die 1960er Jahre gab es einen Kramladen bei der Familie Baumgärtner (Hausnamen: „Weißn“ und „Ennerlas“) in Engelmeß. Seitenbach gehörte schon immer hinsichtlich Schule und Kirche nach Mistelgau. Der Versuch, in Tröbersdorf eine Schule zu errichten, scheiterte daran, dass den Seitenbachern der Weg dorthin zu weit war.
Am 1. Januar 1972 wurde die Gemeinde Seitenbach im Zuge der Gebietsreform in Bayern in die Gemeinde Mistelgau eingegliedert. Letzter Seitenbacher Bürgermeister war Adam Böhmer („Strebas-Adl“).
Anfang der 1970er Jahre erschloss man an der Straße nach Mistelgau zum ersten Mal ein kleines Siedlungsgebiet mit vier Bauplätzen. 1984 entstand ein zweites Baugebiet mit elf Bauplätzen (Thiergarten) an der Straße in Richtung Tennig.
Für die Kinder wurde am 2. August 1987 ein Bolzplatz zwischen Seitenbach und Engelmeß eingeweiht. Außerdem stellte die Gemeinde das ehemalige Wasserhäuschen der Dorfjugend als Treffpunkt zur Verfügung. Anfang der 1990er Jahre entstand neben dem Bolzplatz ein Kinderspielplatz.
Im Jahr 1998 errichtete der Jagdpächter Heinz Stiefler eine Hubertus-Kapelle am Südhang gegenüber von Seitenbach. Sie wurde mit einem ökumenischen Gottesdienst eingeweiht.

## Einwohnerentwicklung
Gemeinde Seitenbach
| Jahr      | 1819   | 1840   | 1852   | 1855   | 1861   | 1867   | 1871   | 1875   | 1880   | 1885   | 1890   | 1895   | 1900   | 1905   | 1910   | 1919   | 1925   | 1933   | 1939   | 1946   | 1950   | 1952   | 1961  | 1970   |
| Einwohner | 191    | 245    | 225    | 238    | 241    | 223    | 219    | 238    | 226    | 225    | 234    | 236    | 231    | 227    | 220    | 213    | 227    | 210    | 172    | 247    | 212    | 220    | 187   | 171    |
| Häuser    |        |        |        |        |        |        | 36     |        |        | 34     | 34     |        | 33     |        |        |        | 32     |        |        |        | 35     |        | 38    |        |
| Quelle    | [ 12 ] | [ 13 ] | [ 13 ] | [ 13 ] | [ 14 ] | [ 15 ] | [ 16 ] | [ 17 ] | [ 18 ] | [ 19 ] | [ 20 ] | [ 13 ] | [ 21 ] | [ 13 ] | [ 22 ] | [ 13 ] | [ 23 ] | [ 13 ] | [ 13 ] | [ 13 ] | [ 24 ] | [ 13 ] | [ 8 ] | [ 25 ] |

Ort Seitenbach
| Jahr      | 001819 | 001822 | 001861 | 001871 | 001885 | 001900 | 001925 | 001950 | 001961 | 001970 | 001987 |
| Einwohner | 90     | 123    | 121    | 103    | 99     | 98     | 93     | 82     | 78     | 66     | 99     |
| Häuser    |        | 18     |        |        | 15     | 14     | 13     | 15     | 15     |        | 29     |
| Quelle    | [ 12 ] | [ 7 ]  | [ 14 ] | [ 16 ] | [ 19 ] | [ 21 ] | [ 23 ] | [ 24 ] | [ 8 ]  | [ 25 ] | [ 1 ]  |

## Religion
Seitenbach ist seit der Reformation evangelisch-lutherisch geprägt und nach St. Bartholomäus (Mistelgau) gepfarrt.

## Vereine
Das Vereinsleben in Seitenbach entwickelte sich sehr rege, folgende Vereine existieren derzeit:
- Freiwillige Feuerwehr (gegründet 1889)
- Burschenverein (gegründet 1905)
- Schützenverein (gegründet 1964)